# Parlamentarny Klub Lewicy Demokratycznej
Parlamentarny Klub Lewicy Demokratycznej – klub parlamentarny istniejący w Sejmie X kadencji.
PKLD powstał na początku 1990 po dokonanym na XI Zjeździe samorozwiązaniu się Polskiej Zjednoczonej Partii Robotniczej. Zrzeszał on parlamentarzystów należących do nowo powstałej Socjaldemokracji Rzeczypospolitej Polskiej oraz część bezpartyjnych byłych działaczy partii komunistycznej. Na jego czele stanął Włodzimierz Cimoszewicz.
Do nowego klubu parlamentarnego przeszło około 3/5 dotychczasowych posłów wybranych do Sejmu kontraktowego z ramienia PZPR. Istniał do końca X kadencji, zrzeszając na jej koniec 102 posłów w większości powiązanych z ugrupowaniami tworzącymi Sojusz Lewicy Demokratycznej.

## Posłowie PKLD (stan na koniec kadencji)
| - Stanisław Babiński - Tadeusz Badach - Zbigniew Balik - Anna Bańkowska - Marek Bartosik - Ryszard Bartosz - Ludwik Bernacki - Tadeusz Biliński - Barbara Blida - Andrzej Błoch - Irmindo Bocheń - Marek Boral - Anna Brzozowska - Anna Bukowska - Andrzej Burski - Wiesław Chmielarski - Lucjan Chojecki - Włodzimierz Cimoszewicz - Maria Czenczek - Mieczysław Czerniawski - Jan Dalgiewicz - Bogdan Derwich - Wawrzyniec Dominiak - Stanisław Duda - Anna Dudkiewicz - Jan Dudziak - Stanisław Gabrielski - Jerzy Gajda - Józef Gajewicz - Stanisław Gałeczka - Irena Gil - Bohdan Głuchowski - Jan Goczoł - Jerzy Gołaczyński | - Maria Gomola - Danuta Grabowska - Roman Greń - Zbigniew Grugel - Krzysztof Grzebyk - Waldemar Grzywacz - Ryszard Jankowski - Marian Jeż - Aleksander Jurewicz - Henryk Jużykiewicz - Henryk Kaczmarek - Wiesław Kaczmarek - Jerzy Karpacz - Jacek Kasprzyk - Czesław Kastelik - Zbigniew Kawałko - Dorota Kempka - Wiesław Kondracki - Sławomir Kopański - Ryszard Kosowski - Janina Kuś - Anna Kwietniewska - Piotr Lenz - Iwona Lubowska - Norbert Lysek - Joachim Masarczyk - Romualda Matusiak - Stefan Mleczko - Roman Norbert - Józef Oleksy - Seweryn Ostapiuk - Jacek Piechota - Antoni Pieniążek - Józef Jerzy Pilarczyk | - Paweł Rogiński - Tomasz Romańczuk - Jerzy Rozwandowicz - Franciszek Rusnarczyk - Ireneusz Sekuła - Władysław Serafin - Andrzej Sidor - Izabella Sierakowska - Ryszard Smolarek - Zbigniew Sobotka - Wanda Sokołowska - Bolesław Suchodolski - Jerzy Susek - Halina Suskiewicz - Bogdan Szczygieł - Bolesław Szkutnik - Jan Szlachta - Janusz Szymański - Waldemar Tokarz - Janusz Trzciński - Bożenna Urbańska - Stefan Wanot - Bogusław Wąs - Małgorzata Węgrzyn - Sławomir Wiatr - Andrzej Wieczorkiewicz - Ryszard Wojciechowski - Wilhelm Wolnik - Jan Zając - Michał Zbylut - Janusz Zemke - Bogumił Zych - Antoni Żelazny - Marian Żenkiewicz |